# 33Miles
33Miles é uma banda cristã contemporânea com influências country de Franklin, Tennessee, nos Estados Unidos. Eles começaram tocando em Nashville e assinaram com a INO Records, que lançou o álbum de estreia da banda, 33Miles, em 2007. O álbum alcançou a 8ª posição na parada de álbuns Billboard Top Heatseekers e 16ª no Albums Top Christian. A canção de 2007 "There Is a God", foi tocada como a música chamada wake-up para os astronautas do ônibus espacial na missão STS-128 em 3 de setembro de 2009

## Membros
- Jason Barton - vocal líder (Ex-True Vibe)
- Chris Lockwood - guitarra, vocal de apoio
- Collin Stoddard - piano, vocal de apoio

## Discografia

### Álbuns de estúdio
- 33Miles (INO Records, 2007)
- One Life (INO Records, 2008) EUA #161[1]
- Believe (Christmas release, INO Records, 2009)
- Today  (INO Records, 2010)
- Let It Be Glory

### Singles
| Ano  | Single                 | Álbum    | Hot Christian Songs Peak |
| ---- | ---------------------- | -------- | ------------------------ |
| 2007 | "What Could Be Better" | 33Miles  | 11                       |
| 2007 | "There Is a God"       | 33Miles  | 25                       |
| 2008 | "Thank You"            | 33Miles  | 12                       |
| 2008 | "One Life to Love"     | One Life | 10                       |
| 2009 | "Jesus Calling"        | One Life | 26                       |
| 2009 | "Joy to the World"     | Believe  | 17                       |
| 2009 | "Finally Christmas"    | Believe  | 22                       |